# Pistofon
Pistonfon – (często zwyczajowo nazywany „Pistofonem”). Nazwa pochodzi od angielskiego słowa piston – tłok. Urządzenie wytwarzające w sposób mechaniczny za pomocą tłoka ton (najczęściej o częstotliwości 250 Hz) o stałym poziomie dźwięku, a dokładniej ciśnienia akustycznego (najczęściej 124 dB). Służy do kalibracji mierników poziomu dźwięku SLM. 
Pistofon składa się z wnęki mieszczącej wzorcowany odbiornik dźwiękowy i tłoka, który wykonuje drgania sinusoidalne powodując okresowe zagęszczenia i rozrzedzenia powietrza we wnęce; przemieszczenie tłoka mierzy się zwykle za pomocą mikroskopu (wartość ta służy do wyznaczania wartości ciśnienia akustycznego).